# Марк Смит
Марк Смит (на английски: Mark Smith) е автор на няколко поредици фантастични и фентъзи книги-игри.

## Биография
Марк Смит има чешко-унгарски и английски произход и е роден в Бирмингам, Великобритания. Получава образованието си в Брайтън и след това завършва докторска дисертация по експериментална психология в Оксфордския университет.
Той е автор на редица книги-игри, включително съавтор на две издания от „Битки безброй“ (Fighting Fantasy) – „Талисман на смъртта“ и „Мечът на самурая“), както и на поредиците Duel Master, Falcon и „Пътят на тигъра“ (1985 – 1987), всички от които написва в съавторство с Джейми Томсън, с когото се запознава в училището в Брайтън. Поредицата „Ново поколение книги-игри“ (Virtual Reality) е в съавторство с Дейв Морис. Към 2020 година Марк Смит живее в югоизточна Англия и е обявил несъстоятелност.

## Творби
- Fighting Fantasy #11: Talisman of Death
- Fighting Fantasy #20: Sword of the Samurai
- Falcon
  - The Renegade Lord
  - Mechanon
  - The Rack of Baal
  - Lost in Time
  - The Dying Sun
  - At the End of Time
- The Way of the Tiger
  - Avenger!
  - Assassin!
  - Usurper!
  - Overlord!
  - Warbringer!
  - Inferno!
- Duel Master
  - Challenge of the Magi
  - Blood Valley
  - The Shattered Realm
  - Arena of Death
- Virtual Reality #1: Green Blood
- Virtual Reality #3: The Coils of Hate